# Potok Kraśnicki
Potok Kraśnicki – przystanek kolejowy (dawniej mijanka i przystanek) w Potoku Wielkim, w powiecie janowskim, w województwie lubelskim.

## Ruch pasażerski
| Rok  | Wymiana pasażerska na dobę |
| ---- | -------------------------- |
| 2017 | 10-19                      |
| 2022 | 0-9                        |

Znajdowały się tu dwa tory, jeden peron i dwie nastawnie, w tym jedna w budynku stacyjnym, który obecnie jest zaadaptowany na prywatne mieszkanie. Likwidacja mijanki nastąpiła pod koniec roku 1991. Skrótem telegraficznym było „PK”. Jest to ostatni przystanek na terenie województwa lubelskiego, następna stacja mieści się w Zaklikowie w województwie podkarpackim.
Na przełomie roku 2018 i 2019 przystanek został wyposażony w nowy peron, usytuowany po przeciwnej stronie torowiska w stosunku do poprzednika.